# 利曼市镇
利曼市级市镇（烏克蘭語：Лиманська міська громада），2016年之前称为红利曼市镇，是乌克兰顿涅茨克州克拉马托尔斯克区的一个市镇，行政中心为利曼。市镇面积为1209.75平方公里，人口数量为42,871人（2018年）。
红利曼市镇是在2015年7月23日由红利曼市（后改名为利曼市）和红利曼区（后改名为利曼区）合并而成的。

## 居民点
该市镇包括40个居民点：一个城市、5个市级镇、30个村庄和4个乡村居民点。
- 城市：利曼
- 市级镇：扎里奇內、亞羅瓦、扬皮尔、诺沃塞利夫卡、德羅貝舍韋
- 村庄（部分列表）：泰尔内